# 関谷 (鎌倉市)
関谷（せきや）は、神奈川県鎌倉市の大字。住居表示未実施区域。郵便番号は247-0075（集配局 : 大船郵便局）。

## 地理
鎌倉市の北西端に位置し、東部を鎌倉市城廻及び玉縄、西部を横浜市戸塚区影取町、南部を藤沢市大鋸及び柄沢、北部を横浜市戸塚区小雀町及び栄区田谷町（但し田谷町とは直接接続する道路は無く小雀町を経由する）と接する。また戸塚区影取町内に飛地を持つ。玉縄地域に属する。
東部は関谷川を中心とする谷戸と比較的急峻な丘陵部であり、西部は東部の丘陵部から戸塚区との境界線付近を流れる滝野川へかけてなだらかな丘陵部が続き、滝ノ川から西側は再び急傾斜となり戸塚区影取にある国道1号（東海道）付近を稜線とする台地の一端を形成する。小字として石原谷戸・芹ヶ谷戸・鍛治谷戸・下坪・中道・島ノ神・長者久保などが存在する。また、かつては山居（さんきょ）という小字が存在したが、境界線変更のため現在は属さない。これは現在の玉縄五丁目付近にあたる。
北東部の一部以外、大部分が市街化調整区域となっているため、東部は丘陵地を森林・谷戸部を住宅地で形成され、西部は見通しの良い農地が広がる。「丘陵部の谷間の土地」を意味する谷戸を含む小字が多いのが特徴である。これらの区域は関谷川が流れていることもあり多湿になりやすく、早朝の濃霧のため、バスが運休することもある。

### 河川
- 関谷川 - 関谷小学校南側の道路沿いに流れる小川。柏尾川の支流にあたる。たびたび氾濫し、2005年の台風の際にも深刻な被害を出している。[7]
- 滝ノ川 - 地内西端を流れる境川の支流。滝野川とも表記される。

### 地価
住宅地の地価は、2023年（令和5年）1月1日の公示地価によれば、関谷字石原谷戸898番53の地点で12万7000円/m2となっている。

## 世帯数と人口
2023年（令和5年）9月1日現在（鎌倉市発表）の世帯数と人口は以下の通りである。
| 大字 | 世帯数  | 人口    |
| ---- | ------- | ------- |
| 関谷 | 809世帯 | 2,258人 |

### 人口の変遷
国勢調査による人口の推移。
| 年                 | 人口  |
| ------------------ | ----- |
| 1995年（平成7年）  | 1,955 |
| 2000年（平成12年） | 2,009 |
| 2005年（平成17年） | 2,082 |
| 2010年（平成22年） | 2,093 |
| 2015年（平成27年） | 1,971 |
| 2020年（令和2年）  | 2,188 |

### 世帯数の変遷
国勢調査による世帯数の推移。
| 年                 | 世帯数 |
| ------------------ | ------ |
| 1995年（平成7年）  | 601    |
| 2000年（平成12年） | 649    |
| 2005年（平成17年） | 693    |
| 2010年（平成22年） | 709    |
| 2015年（平成27年） | 708    |
| 2020年（令和2年）  | 773    |

## 学区
市立小・中学校に通う場合、学区は以下の通りとなる（2017年7月時点）。
| 番地 | 小学校             | 中学校             |
| ---- | ------------------ | ------------------ |
| 全域 | 鎌倉市立関谷小学校 | 鎌倉市立玉縄中学校 |

## 歴史
旧鎌倉郡関谷村。北西部の関谷農地付近では湧水が多く見られ、このため縄文時代からの生活跡が東正寺遺跡に見られる。17世紀中頃の正保年間に城廻村貞宗寺持であった関谷地蔵堂付近が相模国鎌倉郡関谷村となった。当時の戸数は36戸。1633年（寛永10年）に甘縄藩領となり、1697年（元禄10年）には天領及び旗本長山氏領、幕末になり旗本根岸氏（根岸鎮衛）及び伏屋氏の相給となった。明治時代に入り、1889年4月1日の町村制施行に伴い、関谷村は玉縄村に編入され玉縄村の大字となり、神奈川県鎌倉郡玉縄村大字関谷となった。1933年（昭和8年）、玉縄村は大船町に編入され大船町大字関谷、戦後の1948年（昭和23年）に大船町は鎌倉市に編入され鎌倉市関谷となった。1969年（昭和44年）南側の字山居付近が玉縄2･4-5丁目として分離された。

### 地名の由来
関谷は元々関屋と書かれ、玉縄城本丸への関所があったためこの名がついたといわれる。

### 沿革
- 1633年（寛永10年) - 甘縄藩領となる。
- 1697年（元禄10年) - 天領及び旗本長山氏の相給、後に旗本根岸氏及び伏屋氏の相給となる。
- 1889年（明治22年) - 町村制施行に伴い、関谷村は玉縄村に編入され玉縄村の大字となり、神奈川県鎌倉郡玉縄村大字関谷となる。
- 1933年（昭和8年） - 玉縄村の大船町編入に伴い大船町大字関谷となる。
- 1948年（昭和23年） - 大船町の鎌倉市編入に伴い鎌倉市関谷となる。
- 1969年（昭和44年） - 字山居付近が玉縄2･4-5丁目となる。

### 史跡
- 東正寺遺跡
- 洗馬谷横穴群

## 産業

### 事業所
2021年（令和3年）現在の経済センサス調査による事業所数と従業員数は以下の通りである。
| 大字 | 事業所数 | 従業員数 |
| ---- | -------- | -------- |
| 関谷 | 56事業所 | 1,080人  |

### 事業者数の変遷
経済センサスによる事業所数の推移。
| 年                 | 事業者数 |
| ------------------ | -------- |
| 2016年（平成28年） | 54       |
| 2021年（令和3年）  | 56       |

### 従業員数の変遷
経済センサスによる従業員数の推移。
| 年                 | 従業員数 |
| ------------------ | -------- |
| 2016年（平成28年） | 756      |
| 2021年（令和3年）  | 1,080    |

## 交通

### 鉄道
鉄道は地内を通っていない。最寄駅として大船駅・藤沢駅がバス・自家用車・徒歩などで利用される。

### バス
- 神奈川中央交通

### 道路
- 横浜湘南道路（建設中）
- 神奈川県道312号田谷藤沢線
- 神奈川県道402号阿久和鎌倉線

2つの県道が交差する関谷インターチェンジは鎌倉市内における数少ない立体交差の一つとなっている。

## 施設
- 横浜市水道局小雀浄水場 - 一部が地内にあたる。
- 鎌倉市植木剪定材受入事業場
- 鎌倉市立関谷小学校
- 神奈川県立鎌倉支援学校
- 関谷地蔵堂 - 相模国準四国八十八箇所第十八番札所
- 庚申塔
- 関谷山王社